# 1877 en Italie
Chronologie de l'Italie
- 1873
- 1874
- 1875
- 1876
- 1877
- 1878
- 1879
- 1880
- 1881

Chronologie de l'Europe

## Événements

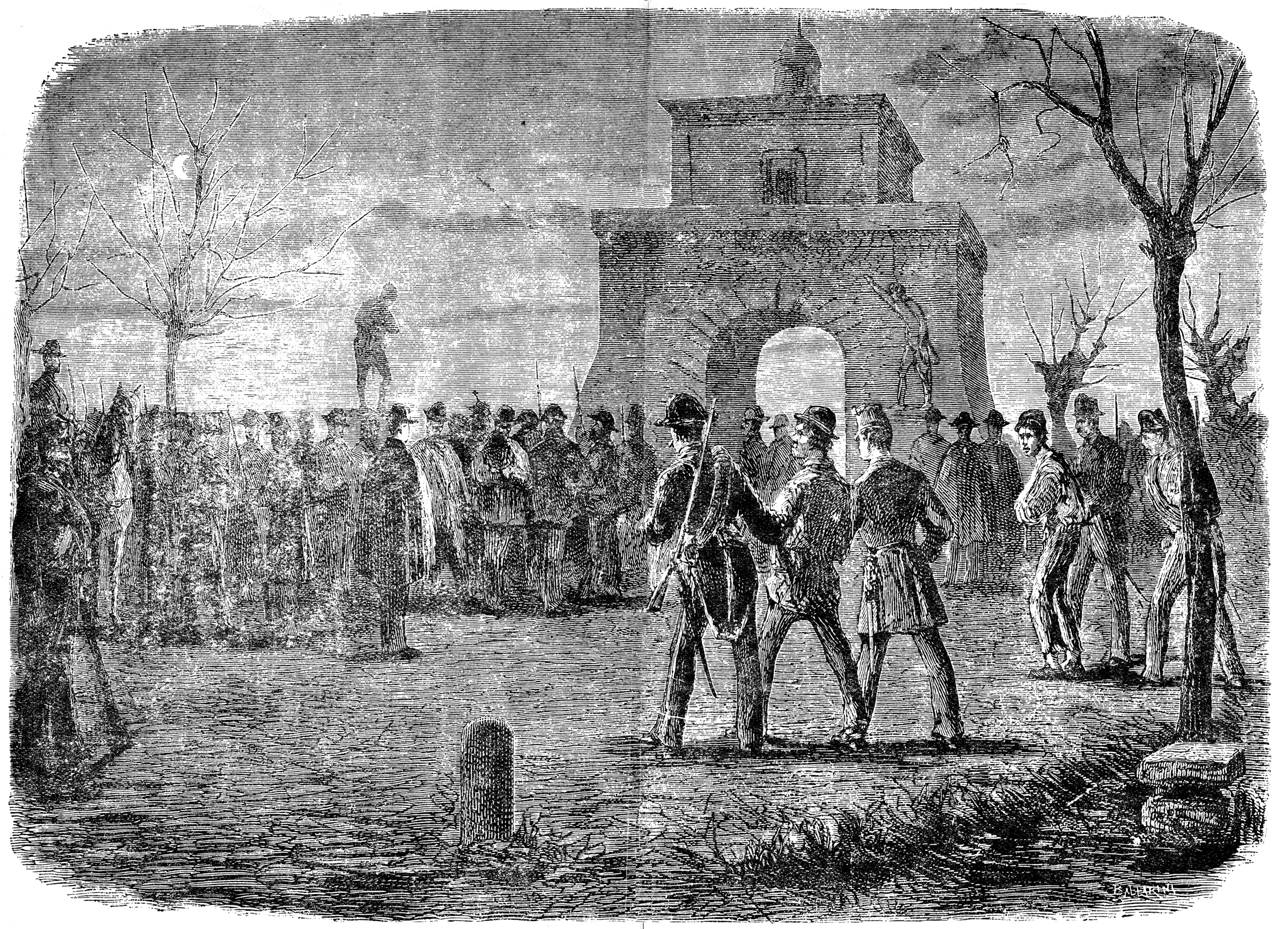
Arrestation de la Banda del Matese

- 5 avril : insurrection dans la province de Bénévent ; une bande armée d'une trentaine d'anarchistes, la « banda del Matese », menée par Errico Malatesta et Carlo Cafiero, envahit les villages de Letino et Gallo pour brûler les titres de propriétés[1]. Ils sont arrêtés par les troupes gouvernementales et mis en prison pendant 16 mois avant d'être acquittés.

- Avril : le ministre de l’Intérieur dissout par décret les associations républicaines et internationaliste[2].

- 15 juillet : vote de la loi Coppino ; l’instruction élémentaire est laïque, gratuite et obligatoire pour tous les enfants de six à neuf ans[3] ; l’enseignement religieux demeure facultatif et subordonné à la demande des parents.

- 26 décembre : second gouvernement Agostino Depretis. Après une courte crise ministérielle, la gauche au pouvoir poursuit son programme de laïcisation des institutions[4].

- Les économistes toscans Leopoldo Franchetti et Sidney Sonnino publient l'enquête La Sicilia nel 1876 (it),  « Conditions politiques et administratives de la Sicile »[5].

## Naissances en 1877
- 2 janvier : Ricciotto Canudo, écrivain franco-italien, romancier, poète, philosophe, critique d'art, critique littéraire, critique de cinéma, musicologue, scénariste. († 10 novembre 1923)
- 24 septembre : Ernesto Almirante, acteur. († 13 décembre 1964)
- 9 novembre : Abelardo Olivier, escrimeur, double champion olympique (fleuret par équipe et épée par équipe) aux Jeux olympiques de 1920 à Anvers. († 24 janvier 1951)
- 22 décembre : Tommaso Boggio, mathématicien. († 25 mai 1963)

## Décès en 1877
- 7 avril : Errico Petrella, 63 ans, compositeur d'opéras, célèbre à son époque, à la fois pour l'opera buffa et des œuvres plus sérieuses.  (° 10 décembre 1813)
- 26 avril : Antonio Corazzi, 84 ans, architecte néo-classique, qui travaille en Pologne de 1819 à 1847. (° 16 décembre 1792)
- 9 septembre : Filippo Parlatore, 61 ans, botaniste, professeur de botanique au Musée d'histoire naturelle de l'Université de Florence et directeur du jardin des simples de Florence. (° 8 août 1816)
- 10 décembre : Federico Ricci, 68 ans, compositeur. (° 22 octobre 1809)